# Katherine Helmond
Katherine Marie Helmond (Galveston, 5 de juliol de 1929 - Los Angeles, 23 de febrer de 2019) va ser una actriu estatunidenca. Durant una carrera d'actriu de sis dècades, va ser principialment coneguda pel seu paper protagonista com Jessica Tate a la comèdia Soap (1977–1981) i pel seu paper coprotagonista com Mona Robinson a Who's the Boss? (1984–1992). Helmond també va interpretar Doris Sherman a Coach (1995–1997) i Lois Whelan (la mare de Debra Barone) a Everybody Loves Raymond (1996–2004). També va aparèixer com a convidada en diversos programes de xerrades i varietats.
Helmond havia participat en diverses pel·lícules, com ara Family Plot, la trama d'Alfred Hitchcock (1976), Els herois del temps de Terry Gilliam (1981) i Brazil (1985) i Overboard de Garry Marshall (1987). També va donar veu a Lizzie a la franquícia de pel·lícules Cars de Disney/Pixar entre 2006 i 2017.

## Primers anys
Helmond va néixer el 5 de juliol de 1929 a Galveston, Texas, filla de Thelma Louise (de soltera Walker) i Patrick Joseph Helmond. El seu nom al certificat de naixement estava escrit malament com "Catherine". Va tenir una germana petita, Jo Ann, nascuda tres anys més tard, que va morir en la infància. Va ser criada per la seva mare i la seva àvia, ambdues devotes catòliques. Va assistir a una escola primària catòlica i va aparèixer en obres de teatre escolars. El seu pare va deixar la família i la seva mare es va tornar a casar el 1937 amb Marshall Phillips.

## Carrera
Després del seu debut als escenaris a As You Like It, Helmond va començar a treballar a la ciutat de Nova York el 1955. Més tard va dirigir un teatre d'estiu a Catskills durant tres temporades i va ensenyar interpretació en programes de teatre universitaris. Va fer el seu debut televisiu sense acreditar el 1962 a Car 54, Where Are You?, però no va començar a aparèixer regularment a la televisió fins al 1973. També va actuar al teatre, guanyant una nominació al premi Tony per la seva actuació a Broadway a The Great God Brown (1973) d'Eugene O'Neill.  Les seves altres aparicions a Broadway inclouen papers a Private Lives, Don Juan i Mixed Emotions.
Helmond va aparèixer en llargmetratges com Family Plot, Time Bandits, Brazil, en què interpretava a la mare del personatge de Jonathan Pryce i Overboard. El 1983, va estudiar al Taller de Direcció de l'American Film Institute. Va ser nominada als Emmy pel seu paper de Mona Robinson a Who's the Boss i com a Lois Whelan a Everybody Loves Raymond. També va rebre elogis per la seva actuació escènica a The Vagina Monologues d'Eve Ensler.

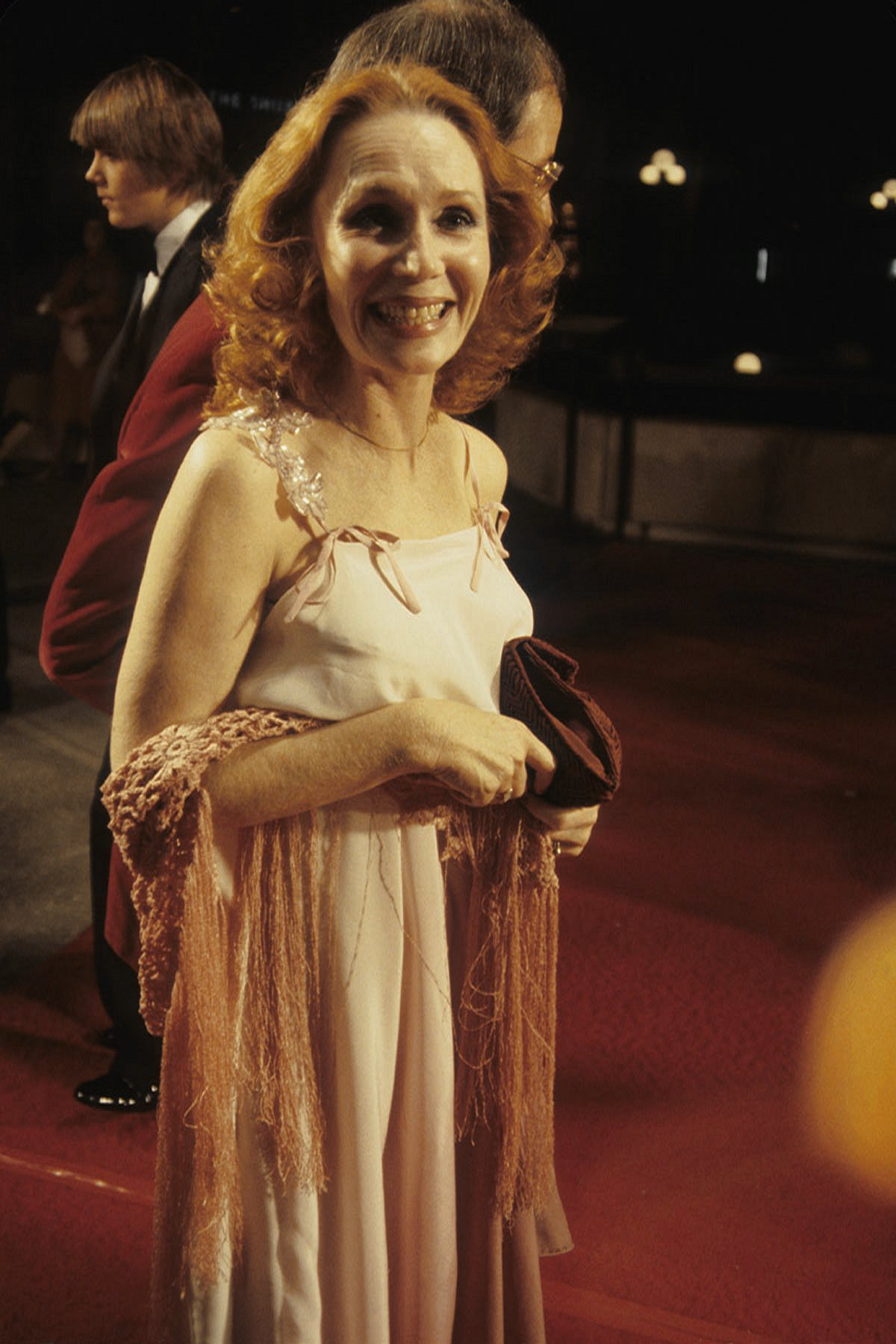
Helmond el 1979

Helmond va aparèixer a The Legend of Lizzie Borden (1975) com a Emma Borden, la germana del personatge principal. Va aparèixer en un episodi de la sèrie d'aventures de la CBS de 1976, Spencer's Pilots, protagonitzada per Gene Evans. Helmond va guanyar protagonisme amb el paper de Jessica Tate, la matriarca de la família Tate a Soap (1977–1981) a ABC. De 1984 a 1992, va interpretar el paper de Mona Robinson a la comèdia d'ABC Who's the Boss?. Va aparèixer en un episodi de 1993 de The Upper Hand, la versió britànica de Who's the Boss? De 1995 a 1997, va protagonitzar la comèdia d'ABC Coach com a Doris Sherman, l'excèntrica propietària de l'equip de futbol professional fictici dels Orlando Breakers. De 1996 a 2004, va tenir un paper recurrent a Everybody Loves Raymond com a Lois Whelan (la sogra de Ray Barone). El 25 de juliol de 2010, va actuar com a estrella convidada a The Glades d'A&E Network i com a Caroline Bellefleur a True Blood d'HBO. També va ser la veu de Lizzie a la franquícia de pel·lícules Cars.

## Nominacions i premis
Helmond va ser nominada al premi Tony de Broadway de 1973 com a millor actriu secundària o destacada (dramàtica) per The Great God Brown d'Eugene O'Neill. Va ser nominada a un Emmy pel seu paper a Soap quatre vegades seguides (1978-1981) com a millor actriu en una sèrie de comèdia. El 1988 i el 1989, va ser nominada com a millor actriu secundària en una sèrie de comèdia pel seu paper a Who's the Boss?. El 2002, va ser nominada com a actriu convidada en una sèrie de comèdia pel seu paper a Everybody Loves Raymond. Va guanyar dos Globus d'Or per Who's the Boss? i Soap.

## Vida personal
El 1959, Helmond es va casar amb George N. Martin a Nova York; es van divorciar el 1962. Es va casar amb el seu segon marit, David Richard Christian, el 1969, a Nova York. Van romandre casats fins a la seva mort, residint a Los Angeles, Nova York, Long Island i Londres.
Helmond va morir el 23 de febrer de 2019 a causa de la malaltia d'Alzheimer a la seva casa de Los Angeles, als 89 anys. La seva mort es va anunciar una setmana després.

## Filmografia seleccionada

### Cinema
| Any  | Palel·lícula                   | Role                     | Notes                                                            |
| ---- | ------------------------------ | ------------------------ | ---------------------------------------------------------------- |
| 1971 | Believe in Me                  | Venedora                 |                                                                  |
| 1971 | The Hospital                   | Mrs. Marilyn Mead        |                                                                  |
| 1975 | The Hindenburg                 | Mrs. Mildred Breslau     |                                                                  |
| 1976 | Family Plot                    | Mrs. Maloney             |                                                                  |
| 1981 | Time Bandits                   | Mrs. Ogre                |                                                                  |
| 1985 | Brazil                         | Mrs. Ida Lowry           |                                                                  |
| 1985 | Shadey                         | Lady Constance Landau    | Pel·lícula britànica                                             |
| 1987 | Overboard                      | Edith Mintz              |                                                                  |
| 1988 | Lady in White                  | Amanda Harper            | Nominada — Premi Saturn a la millor actriu de repartiment (1990) |
| 1992 | Inside Monkey Zetterland       | Honor Zetterland         |                                                                  |
| 1998 | Fear and Loathing in Las Vegas | Desk Clerk at Mint Hotel |                                                                  |
| 2006 | Cars                           | Lizzie                   | Paper de veu                                                     |
| 2011 | Cars 2                         | Lizzie                   | Paper de veu                                                     |
| 2017 | Cars 3                         | Lizzie                   | Paper de veu                                                     |
| 2018 | Frank &amp; Ava                | Betty Burns              | Darrer paper                                                     |

### Televisió
| Any       | Títol                                  | Paper                             | Notes |
| --------- | -------------------------------------- | --------------------------------- | --- |
| 1962      | Car 54, Where Are You?                 | Betty Lou Creco (sense acreditar) | 1 episodi |
| 1972      | Gunsmoke                               | Ena Spratt in "The Judgment."     | 1 episodi |
| 1973      | The Bob Newhart Show                   | Dr. A.J. Webster                  | 1 episodi |
| 1974      | Mannix                                 | Mrs. Sylvia Jarrud/Martha Cole    | |
| 1974      | The Autobiography of Miss Jane Pittman | Dama a la casa                    | Telefilm |
| 1974      | Larry                                  | Maureen Whitten                   | Telefilm |
| 1975      | The Legend of Lizzie Borden            | Emma Borden                       | Telefilm |
| 1975      | The Six Million Dollar Man             | Middy                             | Episodi: "The White Lightning War" |
| 1977–81   | Soap                                   | Jessica Tate                      | 85 episodis Guanya — Globus d'Or a la millor actriu en sèrie de televisió musical o còmica (1980) Nominada — Premi Emmy a la millor actriu en sèrie de comèdia (1978–1981)                                                                                                |
| 1979      | $weepstake$                            | Sarah                             | Episodi: "Lynn and Grover and Joey" |
| 1979–83   | Benson                                 | Jessica Tate                      | 2 episodis també com a directora |
| 1982      | Rosie: The Rosemary Clooney Story      | Frances Clooney                   | Telefilm |
| 1983      | Faerie Tale Theatre                    | Mare de Jack                      | 1 episodi |
| 1984–92   | Who's the Boss?                        | Mona Robinson                     | 196 episodis Guanya — Globus d'Or a la millor actriu secundària en sèrie, minisèrie o telefilm (1989) Nominada — Globus d'Or a la millor actriu secundària en sèrie, minisèrie o telefilm (1986) Nominada — Premi Emmy a la millor actriu en sèrie de comèdia (1988–1989) |
| 1986      | Girls on Top                           | Mrs DuPont                        | 1 episodi “Mr Yummie Brownie” |
| 1993      | The Upper Hand                         | Madame Alexandra                  | 1 episodi "Tunnel of Love" |
| 1995–97   | Coach                                  | Doris Sherman                     | 11 episodis |
| 1996–2004 | Everybody Loves Raymond                | Lois Whelan                       | 14 episodis Nominada — Premi Emmy a la millor actriu convidada en sèrie de comèdia (2002) |
| 2002      | Mr. St. Nick                           | Reina Carlotta                    | Telefilm |
| 2007      | A Grandpa for Christmas                | Roxanne "Roxie" Ritter            | Telefilm |
| 2010      | The Glades                             | Evelyn                            | 1 episodi |
| 2010      | Melissa & Joey                         | Mrs. Geller                       | 1 episodi |
| 2011      | True Blood                             | Caroline Bellefleur               | 1 episodi |
| 2011      | Harry's Law                            | Mrs. Gold                         | 1 episodi |
| 2012      | Cars Toons: Mater's Tall Tales         | Lizzie (veu)                      | Episodi: "Time Travel Mater" |